# Rubens e Isabella Brant no caramanchão de madressilva
Rubens e Isabella Brant no caramanchão de madressilva é uma obra do pintor flamengo Peter Paul Rubens. Trata-se de uma pintura a óleo sobre tela sobre madeira, medindo 1,78 metros de altura e 1,36 metros de largura. Atualmente, encontra-se na Antiga Pinacoteca de Munique, Alemanha.

## Introito: o autorretrato barroco como encenação de identidade
O autorretrato, enquanto gênero artístico, alcança no Barroco uma densidade simbólica e psicológica particular, não apenas como veículo de autodefinição, mas sobretudo como construção pública da persona artística. No caso flamengo, essa construção é intrinsecamente ligada a valores como virtude, estatuto social e domínio técnico, todos encenados sob a retórica da visibilidade barroca. Esta obra de Rubens emerge nesse contexto como paradigma da autorrepresentação enquanto performance identitária e alegoria da harmonia conjugal.
Ao representar-se ao lado de sua esposa em um cenário elegante e ao mesmo tempo intimista, Rubens dá forma a uma visualidade do eu marcada não pela introspecção subjetiva – como ocorrerá, por exemplo, no autorretrato romântico –, mas pela projeção de um ethos: trata-se de um artista que se inscreve no mundo como cortesão culto, humanista cristão e homem virtuoso. Como observa Louis Marin, a representação barroca do sujeito opera como uma “máquina de visibilidade”, que expõe o poder do signo mais do que a interioridade do ser. No autorretrato de Rubens, essa máquina é mobilizada não para evidenciar o sofrimento do artista, mas para celebrar a estabilidade, a elegância e a afeição doméstica.
Rubens inscreve-se, assim, na tradição do pictor doctus, figura já delineada no Renascimento por autores como Alberti, para quem o pintor deveria ser dotado não apenas de perícia técnica, mas também de conhecimento das letras e das virtudes morais. “Pintores e poetas têm igual liberdade para representar a alma humana e as suas ações”, escreveu Alberti em seu célebre De pictura (1435), sublinhando o caráter filosófico da pintura. Em Rubens, esse princípio ganha pleno desenvolvimento: o artista não apenas domina a matéria pictórica com esplendor técnico, mas também se representa como cidadão-modelo, esposo virtuoso e intelectual refinado.
Essa perspectiva permite compreender o autorretrato não como simples documento autobiográfico, mas como gesto discursivo e performativo. Como defende Joanna Woodall, “os autorretratos do início da modernidade são modos complexos de constituição visual do sujeito que, ao invés de simplesmente ‘revelar’ um interior psíquico, inscrevem o artista num campo de valores sociais, políticos e epistemológicos”. Tal formulação é particularmente fecunda no caso de Rubens, cuja obra autorrepresentativa jamais se limita à anatomia fisionômica: ela é sempre cena, construção simbólica, encenação do eu social.
Ao escolher o retrato duplo como forma de autorrepresentação, Rubens articula ainda uma sofisticada síntese entre imagem pública e intimidade privada, entre afeto conjugal e ostentação social. A cena é ao mesmo tempo doméstica e cerimonial; afetuosa e regrada. A escolha de Isabella Brant como coprotagonista da imagem revela não apenas o lugar simbólico do matrimônio na cultura barroca, mas também o modo como Rubens concebe a pintura como linguagem de concórdia, harmonia e virtude – uma visão consonante com os ideais da Contrarreforma e da cultura aristocrática flamenga.
É também nesse sentido que se pode pensar a pintura como forma de habitus, no sentido bourdieusiano: uma prática cultural que modela e é modelada pelas estruturas sociais. Para Pierre Bourdieu, o autorretrato é uma “autolegitimação simbólica” do artista no campo artístico e social. Em Rubens, tal legitimação se dá pela incorporação visual de códigos de status, desde a pose e o vestuário até o espaço ajardinado da cena, com sua evocação da natureza domesticada e da moral civilizada.
O autorretrato com Isabella Brant, portanto, não é apenas um testamento íntimo ou um exercício estético: ele é uma forma de inscrição cultural e política. Rubens mobiliza o autorretrato como plataforma para a expressão de um ideal renascentista tardio – aquele em que o artista é simultaneamente homem público, esposo fiel, cristão virtuoso e criador de beleza. A “identidade” aqui não é essência, mas performance; não é confissão, mas encenação. E é precisamente nessa ambivalência entre o ser e o parecer, entre o afeto privado e o símbolo público, que reside a potência discursiva dessa obra.

## A Composição Amorosa e a Iconografia da Virtude

### 1. A estrutura compositiva e os cânones do retrato flamengo
A composição da obra estrutura-se sobre uma construção visual de equilíbrio e simetria que remete às convenções do retrato flamengo de tradição renascentista, mas com inflexões barrocas. Rubens adota uma postura sentada, em contraposição à leve inclinação de Isabella, ambos ligados fisicamente pela união das mãos – gesto que simboliza o vínculo matrimonial segundo a iconografia clássica.
Como observa Hans Vlieghe, “Rubens consegue fundir com maestria a tradição do retrato flamengo – rigorosa e detalhista – com o dinamismo do novo estilo barroco italiano, que ele conhecera pessoalmente em Roma”. A presença de elementos naturalistas ao fundo – o jardim, o banco de pedra, a vegetação ordenada – remete aos ideais de harmonia conjugal e ordem moral, temas caros ao Humanismo cristão que permeava a cultura visual flamenga do início do século XVII.

### 2. Gestos, símbolos e a retórica das virtudes conjugais
O gesto central da união das mãos evoca a iconografia do casamento cristão (dextrarum iunctio), amplamente difundida desde a Antiguidade, mas recodificada no contexto da moralidade pós-tridentina. O retrato torna-se, assim, um manifesto visual da união sacramental, conforme os valores defendidos pelo Concílio de Trento. Para Giovanni Careri, “a arte barroca não busca apenas representar, mas também mover os afetos, persuadir o espectador moralmente”. Nesse sentido, o retrato duplo não apenas documenta o amor entre Rubens e Isabella, mas o apresenta como modelo de virtude conjugal.
A árvore no fundo da composição pode ser lida como símbolo da estabilidade e da fecundidade, associada à iconografia da fidelidade doméstica. Isabella, adornada com vestes de seda e rendas, assume uma pose de modéstia dignificada, espelhando o ideal feminino da pudicizia. Como lembra Cesare Ripa em sua ¨Iconologia¨, a castidade e a honestidade feminina são representadas por gestos contidos, olhares baixos e ornamentos discretos. Ainda que rica, sua indumentária segue os padrões do decoro social.

### 3. Encenação do status social e da identidade artística
Rubens não se representa como operário da pintura, mas como cavalheiro letrado, vestindo um traje preto de gola rendada e chapéu de aba larga – vestes que indicam sua condição social elevada. Aqui, o autorretrato dialoga com o ideal do gentiluomo-artista, difundido desde Leonardo e aprofundado em figuras como Dürer. A apresentação de si mesmo como um homem integrado à elite social visava a legitimar o artista como sujeito racional e culto, e não apenas um artífice.
Como nota Elizabeth McGrath, “Rubens criou uma imagem de si mesmo cuidadosamente arquitetada, que funde a figura do amante, do homem cristão e do cortesão”. Tal fusão não é apenas formal: ela é também política. No contexto da Flandres sob domínio espanhol e marcada por tensões religiosas, a imagem de um artista virtuoso e devoto servia à estabilização simbólica das elites católicas.

### 4. A pintura como teatro da civilidade
Conforme os princípios do teatro moral barroco, o quadro funciona como um palco de afeto e civilidade. O gesto de proximidade entre os esposos e a serena alegria de seus semblantes constituem uma coreografia da vida virtuosa. A expressão contida e o olhar direto de Rubens não evocam vaidade, mas contenção aristocrática. Como bem analisa Norbert Elias, “a civilidade é uma forma codificada de contenção emocional, que serve à regulação simbólica das relações sociais”. Rubens encena essa contenção como uma forma de poder simbólico e distinção cultural.
Essa estética da contenção é também performativa: a imagem modela a percepção social da vida privada como lugar da ordem e da virtude. Trata-se, portanto, de uma obra que, mais do que retratar a realidade doméstica, a idealiza em função de um ethos aristocrático e cristão. O autorretrato torna-se um microcosmo de valores sociais, um espelho em que o espectador aprende a ver, a desejar e a reproduzir condutas exemplares.

## Análise Formal: Composição, gesto e simbologia conjugal
Rubens e Isabella Brant no caramanchão de madressilva trata-se de um duplo retrato conjugal executado com óleo sobre painel, que une refinamento técnico, simbolismo matrimonial e afirmação social. A composição, de estrutura piramidal, apresenta os dois sentados sob um caramanchão vegetal, unidos pela clássica dextrarum iunctio — gesto de mãos dadas simbolizando o pacto conjugal, amplamente descrito por Cesare Ripa em sua Iconologia.
Rubens, em traje escuro de cavalheiro, e Isabella, em vestido bordado e colar de pérolas, encarnam ideais pós-tridentinos de sobriedade, decoro e fidelidade matrimonial. O fundo de jardim, típico do locus amoenus renascentista, evoca fertilidade, paz doméstica e harmonia moral. A ambientação participa da tradição flamenga da moralização visual do espaço conjugal, como observa Hans Vlieghe: “a domesticidade é elevada à dignidade de alegoria cristã”.
A opção por um único painel, e não dois retratos, reforça o conceito de união indissolúvel — ao modo do una caro paulino (Efésios 5,31). O gesto central, ao lado da disposição simétrica dos corpos, simboliza não apenas afeição, mas igualdade e parceria conjugal, tema explorado também por Svetlana Alpers, ao apontar o retrato holandês como “um palco da domesticidade”.
Rubens representa-se como gentiluomo e intelectual, não como artesão, o que corresponde ao seu desejo de ser reconhecido como erudito e cortesão, tal como defendido em sua correspondência diplomática (HEILBRUNN, 2000). Elizabeth McGrath interpreta a obra como “um manifesto visual do status elevado do artista e de seu casamento virtuoso”.
Formalmente, a pintura articula influências italianas (Tiziano, Veronese) com o detalhismo da tradição nórdica. A fatura é precisa, mas flexível, com uso moderado de luz e cor quente nos rostos, conforme o gosto veneziano, que Rubens assimilou em sua estada italiana.
Em suma, o retrato conjugal de Rubens com Isabella Brant é tanto uma afirmação de identidade pessoal quanto uma construção alegórica da união cristã e da dignidade social do artista moderno.

## Tradição e inovação: Rubens e o cânone da retratística
Neste autorretrato com sua esposa Isabella Brant, Rubens insere-se de modo complexo na tradição da retratística europeia, ao mesmo tempo em que a atualiza e a transforma. Herdeiro das convenções do retrato renascentista italiano e da precisão flamenga, Rubens articula nesse duplo retrato elementos formais e simbólicos que respondem tanto à função privada quanto à exibição pública da imagem do casal.
Rubens dialoga com o cânone da retratística flamenga de mestres como Jan van Eyck, Hans Memling e Quentin Metsys, sobretudo na valorização do detalhe minucioso, da fisionomia personalizada e da ambientação doméstica. Essa tradição, fortemente centrada na representação da moralidade burguesa, foi sintetizada por Erwin Panofsky ao caracterizar o retrato do norte europeu como portador de “uma consciência aguda da individualidade e do mundo sensível”.
No entanto, Rubens introduz elementos inovadores ao integrar dispositivos típicos do retrato aristocrático italiano. A construção composicional em forma de pirâmide, o uso de gestos contidos para expressar afeto e a integração de um cenário naturalizado remetem à influência de Rafael, Tiziano e Veronese, autores que Rubens estudou intensamente durante sua estada na Itália entre 1600 e 1608. A esse respeito, Julius Held destaca que “Rubens não copiou os mestres italianos, mas incorporou seus princípios ao léxico nórdico, criando uma fórmula própria” (Held, 1980, p. 59).
O gênero do autorretrato conjugal, relativamente raro no início do século XVII, ganha em Rubens uma dimensão simbólica que transcende o âmbito doméstico. Enquanto os retratos de casal eram frequentemente concebidos em painéis duplos (pendants), o pintor opta por um único suporte, enfatizando visualmente a unidade conjugal. A escolha da dextrarum iunctio (união das mãos direitas) como motivo central remete à iconografia romana do casamento e à tradição humanista cristã do matrimônio como societas perfecta (McGrath, 1997, p. 20).
Ao se representar com trajes refinados, mas não ostentatórios, Rubens adere ao modelo do artista-cortesão, que busca distanciar-se da figura do artesão comum. Tal estratégia é coerente com o discurso que defendia o status intelectual da pintura, como o formulado por Leon Battista Alberti em De pictura (1435) e retomado por Giorgio Vasari no século XVI. Rubens, também diplomata e poliglota, construiu cuidadosamente sua imagem pública como homem de letras, como evidencia sua correspondência com personalidades da corte espanhola e dos Países Baixos.
Além disso, a obra antecipa tendências da retratística barroca, sobretudo na dramatização controlada da pose e na ênfase na relação afetiva entre os retratados. Segundo Hans Vlieghe, “Rubens transforma o retrato conjugal em uma cena de teatro doméstico moralizado”. Essa teatralidade moderada se alinha ao espírito barroco de expressividade contida e à valorização dos afetos sinceros como signo de autenticidade, conforme discutido por René Huyghe.
Portanto, o retrato de Rubens com Isabella Brant se inscreve no cânone europeu não apenas como exemplo de virtuosismo técnico, mas como obra que redimensiona os códigos tradicionais do retrato conjugal e os adapta ao novo ethos do barroco flamengo, marcado pela síntese entre emoção, decoro e erudição.